# لاخوویتسه
لاخوویتسه (به لاتین: Lachowice) یک روستا در لهستان است که در گمینا سترشاوا واقع شده‌است. لاخوویتسه ۲٬۲۰۰ نفر جمعیت دارد.